# Natalio Perinetti
Natalio Perinetti (Buenos Aires, 28 december 1900 – aldaar, 24 mei 1985) was een Argentijns voetballer.
Hij speelde bijna zijn volledige carrière voor Racing Club en won enkele titels met deze club.
Perinetti was een van de spelers die deel uitmaakten van het eerste Wereldkampioenschap voetbal in 1930.